# Station Hauerseter
Station Hauerseter is een halte in Hauerseter in de gemeente Ullensaker in fylke Viken in Noorwegen. Het station langs Hovedbanen werd geopend in 1894. Hauerseter wordt bediend door lijn L13 de stoptrein tussen Drammen en Dal.
Totdat Gardermobanen werd aangelegd liep vanaf Hauerseter een zijlijn naar Gardermoen. Deze lijn liep deels over het terrein waar nu het vliegveld van Oslo ligt. Het restant van de lijn werd in 2004 gesloten.